# Monastère Mor Hananyo

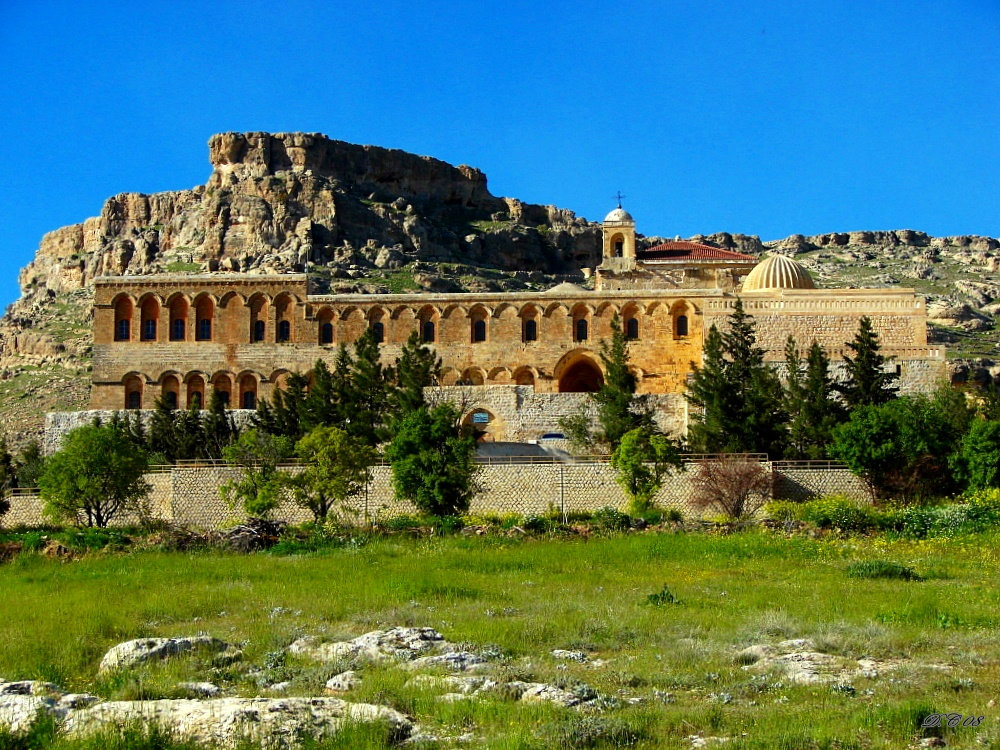
Monastère Mor Hananyo

Le monastère Mor Hananyo (en syriaque ܕܝܪܐ ܕܡܪܝ ܚܢܢܝܐ - Dayro d-Mor Hananyo, Mor Hananyo Dayro ou Kurkmo Dayro, en arabe : Deir ez-Za`faran, en turc : Deyrulzafaran Manastırı) (Deir Az-Zafaran) est un monastère syriaque orthodoxe situé près de la ville de Mardin en Turquie. Il est dédié à saint  Ananias.

## Histoire
Le monastère était initialement un temple dédié au culte du soleil, utilisé ensuite comme citadelle par les Romains. Fondé au Ve siècle ou VIe siècle, il fut refondé en 793 comme siège de l'évêché de Mardin.
Abandonné, il fut fondé une troisième fois en 1125.
Il a été le siège du patriarcat de l'Église syriaque orthodoxe entre 1293 et 1924, et abrite les tombes de cinquante-deux patriarches de l’Église syriaque orthodoxe orientale autocéphale.  Les offices sont en syriaque. Des soixante mille chrétiens syriaques de la région dans les années 1960, il n'en reste plus aujourd'hui que dix mille.
Une expédition organisée en 1955 par le CNRS y a documenté un évangéliaire du XIIIe siècle, parfaitement conservé.

## Architecture

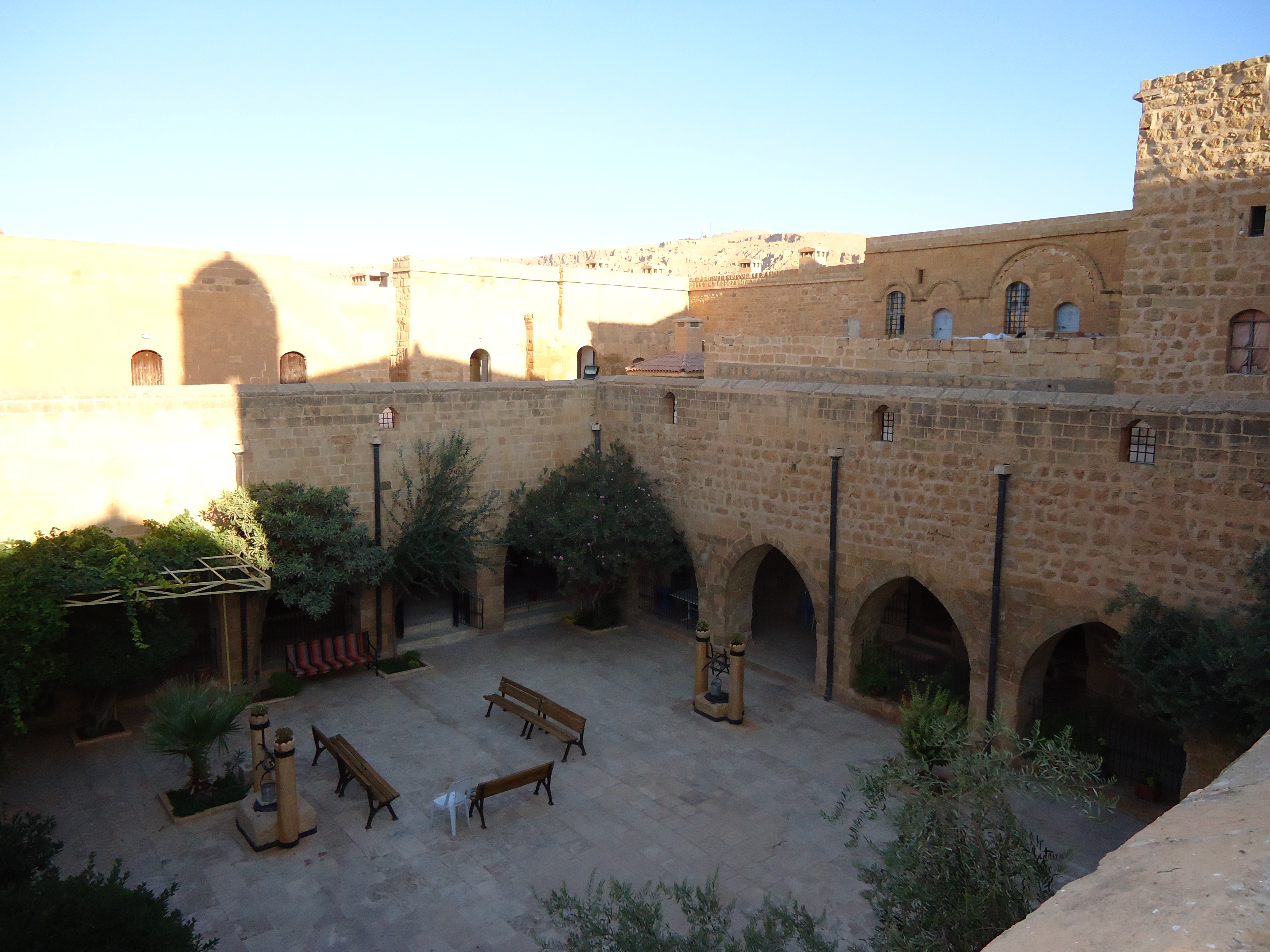
Cour intérieure

Il contient  deux églises : la chapelle Sainte-Marie, et l'église Saint-Ananias (Mor Hananyo), construites par les architectes syriaques Théodose et Théodore entre 491 et 518,.